# Greidhoek
De Greidhoek (Fries: De Greidhoeke) of Kleiweidestreek is een gebied in Friesland tussen de steden Leeuwarden, Franeker, Bolsward en Sneek. Het staat bekend om haar uitgestrekte weidelandschap met rijke terpdorpen. Het valt grotendeels met het zuidelijke deel van het oude landschap Westergo en met gemeente Súdwest-Fryslân. Het zuidelijke deel van de Greidhoek maakt tevens deel uit van het streek Zuidwesthoek en het Nationaal Landschap Zuidwest Fryslan.
De streek bestaat voornamelijk uit grasland (greide is grasland op klei.). De grutto is als nationale vogel, naast de kievit, veel te vinden in de Greidhoek. Ook het dorp Jorwerd, dat bekend werd door het boek 'Hoe God verdween uit Jorwerd' van Geert Mak, ligt in de Greidhoek.
De landbouwstatistiek van 1912 behandelde de Kleiweidestreek als een afzonderlijk landbouwgebied. Sinds 1991 hanteert men een indeling in 66 landbouwgebieden, die in 14 groepen worden samengevat. De Weidestreek van Friesland worden daarin samen met naburige graslandgebieden tot het Noordelijk Weidegebied gerekend.

## De Slachte
De Slachtedijk of Slachte (Fries: Slachtedyk) van bijna 42 kilometer loopt door de Greidhoek. De oude slaperdijk steekt ongeveer 1,5 meter boven het landschap uit. Een keer in de vier jaar is er de Slachtemarathon van Oosterbierum naar Raard, of andersom. Natuurorganisatie It Fryske Gea beheert de bermen van de Slachtedijk, met name om de biodiversiteit van bloemen en planten te stimuleren,

## Friese sporten
Friese sporten, zoals kaatsen, fierljeppen, Fries dammen en tippen, worden actief beoefend in de Greidhoek. Voor mannelijke kaatsers van 14-16 jaar is de Freule kaatspartij in Wommels de belangrijkste wedstrijd voor hun categorie. Het Fries kampioenschap fierljeppen is ieder jaar in Winsum.

## Bouwhoek
Tegenhanger van de Greidhoek is de Bouwhoek, een akkerbouwgebied langs de Waddenkust van Friesland. Beide gebieden samen worden ook wel de Friese kleistreek genoemd.